# ジャンゴ・フェット
ジャンゴ・フェット（Jango Fett）は、アメリカのSF映画『スター・ウォーズ』シリーズの『スター・ウォーズ エピソード2/クローンの攻撃』に登場する、全身に様々な武器を備える「マンダロア装甲」でその身を包んだバウンティ・ハンター（賞金稼ぎ）。テムエラ・モリソンが演じた。

## 概要
惑星ボクデンの衛星にて、“銀河一の賞金稼ぎ”として銀河に名を馳せるジャンゴの戦士としての技量を見込んだシスの暗黒卿ダース・ティラナス（ドゥークー伯爵）と出会い、彼の依頼に応じてクローン・トルーパー製作のための「遺伝子ホスト」として自身の遺伝子を提供した。クローン・トルーパーはジャンゴの遺伝子を元に、生産性向上のため常人の倍の速度で成長し、反乱を起こさぬよう自我や独立心を削ぐ遺伝子調整が行われた。その見返りの報酬として、莫大な金を受け取ると共に、遺伝子に全く手が加えられていない自身の純粋なクローンを製造してもらい、その自身の分身といえるクローンに「ボバ・フェット」と名付け、10年間“息子”として大切に育てた。
その後、再びドゥークー伯爵の依頼で、賞金稼ぎのザム・ウェセルを使いパドメ・アミダラの命を狙うが失敗、自身の情報網から素早く潜伏先の惑星カミーノに訪れたオビ＝ワン・ケノービと対決し、なんとか退きながら、その後に惑星ジオノーシスに逃亡。ドゥークー伯爵配下の傭兵としてジオノーシスの戦いに参加しジェダイの騎士らと戦闘を行った。ジェダイ・マスターのコールマン・トレバーを、フォースによるライトセーバーの予測防御が追い付かぬほどのブラスターの早撃ちで射殺するなど、ジェダイの騎士にも引けを取らない強さを見せた。だが続けて、ジェダイの中でも最強クラスの実力者メイス・ウィンドゥとの対決の最中、猛獣リークの突進に巻き込まれた際にジェットパックを破損、その故障に気付かぬまま、射撃を続けながらメイスの攻撃をかわそうとジェットを起動させるが、煙を吹くだけで動かず、牽制で銃を持っていた右手を切られた後に、首をはねられ死亡した。息子のボバ・フェットも『エピソード6』にてルーク・スカイウォーカーと交戦中、ハン・ソロの闇雲な攻撃でジェットパックが誤作動して敗れたことから、親子揃ってジェットパックの誤作動が原因でジェダイに敗れたことになった。父がメイスに殺される現場を目の当たりにした息子のボバは、これ以降ジェダイに対して強い憎しみを持つようになった。
全身に様々な武器を備える「マンダロア装甲」は、その戦闘能力の高さで銀河で名を馳せた傭兵集団「マンダロリアン」の戦士が装備するもので、かつてはジャンゴもその一人であった。同じ装甲服を引き継いだ息子のボバ・フェットは、装甲に様々な武装を備えているという設定がありながらも、「エピソード4～6」劇中ではそのほんの一部しか使わずにルークらに敗れてしまったが、その当時のファンの期待に応えるべく、ジャンゴは装甲に備えた様々な武装を使用する戦闘シーンが『エピソード2』で描かれた。ジャンゴが映画で使用した武装としては、専用ブラスター・ピストル2丁、カミーノ・セーバーダート（毒矢）、ジェットパックに搭載のミサイル、火炎放射器、振動ブレード、ワイヤーなどが確認できる。息子のボバ・フェットが「エピソード4～6」で着用しているマンダロア装甲は、ジャンゴの物を自身専用にカラーリングを変更した同一の物である。その証拠に、ジャンゴがオビ＝ワン・ケノービとの戦闘後に、自身の宇宙船に乗り込む際に頭をぶつけるシーンがあり、その後ヘルメットの一部が凹んでいるが、ボバのヘルメットにも同じ場所に凹みが確認できる。また、『スター・ウォーズ エピソード4/新たなる希望』にて、宇宙要塞デス・スターにてC-3POとR2-D2が待機した管制室に、ストームトルーパーが押し行ってくる際、入り口のドアに頭をぶつけるトルーパーがいるが、これはクローン・トルーパーの後身部隊であり僅かにだがクローン兵も所属するストームトルーパーに、ジャンゴの頭をぶつける癖が遺伝子情報として反映されたと『エピソード2』の映像ソフトのオーディオ・コメンタリーで語られている。ただし、ディズニー買収後に再編されたカノン（正史）においては、このトルーパーは一般的な人間の男性であり、後のファースト・オーダーの指揮官の一人であるという設定に変更されている。
愛機の「スレーブ・ワン」は、ファイアスプレイ級哨戒攻撃艇をジャンゴが独自に改造したもので、プロトン魚雷や四連ブラスター砲、サイズミック・チャージなどを配備している。息子のボバはマンダロア装甲と一緒にこの船も引き継ぎ、改造を加えて愛用した。
また、ジョージ・ルーカスが監修したジャンゴが主役の『エピソード2』の前日談となるPlayStation 2用ゲーム『スター・ウォーズ ジャンゴ・フェット』も発売されている。その物語は、ドゥークー伯爵の元弟子にしてダーク・ジェダイとなった二刀流の女剣士コマリ・ヴォサと、彼女が率いるカルト集団「バンド・ゴラ」を壊滅するよう、惑星ボクデンの衛星の一つ「コルマ」にてティラナス（ドゥークー伯爵）から依頼を受けたジャンゴが戦いに臨む、といった内容である。このゲームのラストシーンでこれはドゥークー伯爵が、ジャンゴがクローン・トルーパーの遺伝子ホストとして相応しいだけの、“銀河一の賞金稼ぎ”の噂に違わぬだけの実力を持つか計るために行ったテストだった事が明かされている。
レジェンズ（非正史）のスピンオフ（外伝）作品で描かれる過去としては、ジャンゴ・フェットは惑星コンコード・ドーンで暮す素朴な農民一家の元で生まれ育った。しかしヤヴィンの戦いの58年前に起こった、銀河系でも屈強な戦士として知られる「マンダロリアン・ショックトルーパー」の、トゥルー・マンダロリアン（改革派）とデス・ウォッチ（原理主義派）との内紛に巻き込まれ、デス・ウォッチに家族を全員殺された。生き残ったジャンゴはトゥルー・マンダロリアンを率いる戦士ジャスター・メリールの下で戦闘技術を教わり屈強な戦士に成長し、銀河最強の賞金稼ぎとして銀河中に名前を轟かせた。ちなみに『エピソード2』に登場したザム・ウェセルとの協力関係もこの頃からである。この設定はレジェンズ（非正史）のみのものであるが、カノン（正史）のテレビドラマ『マンダロリアン』ではジャンゴ・フェットにマンダロリアンの戦闘技術を伝授した人物の名前として、マンダロリアンの言語であるマンドア語で「ジャスター」と表示される場面が存在する。